# Bawn

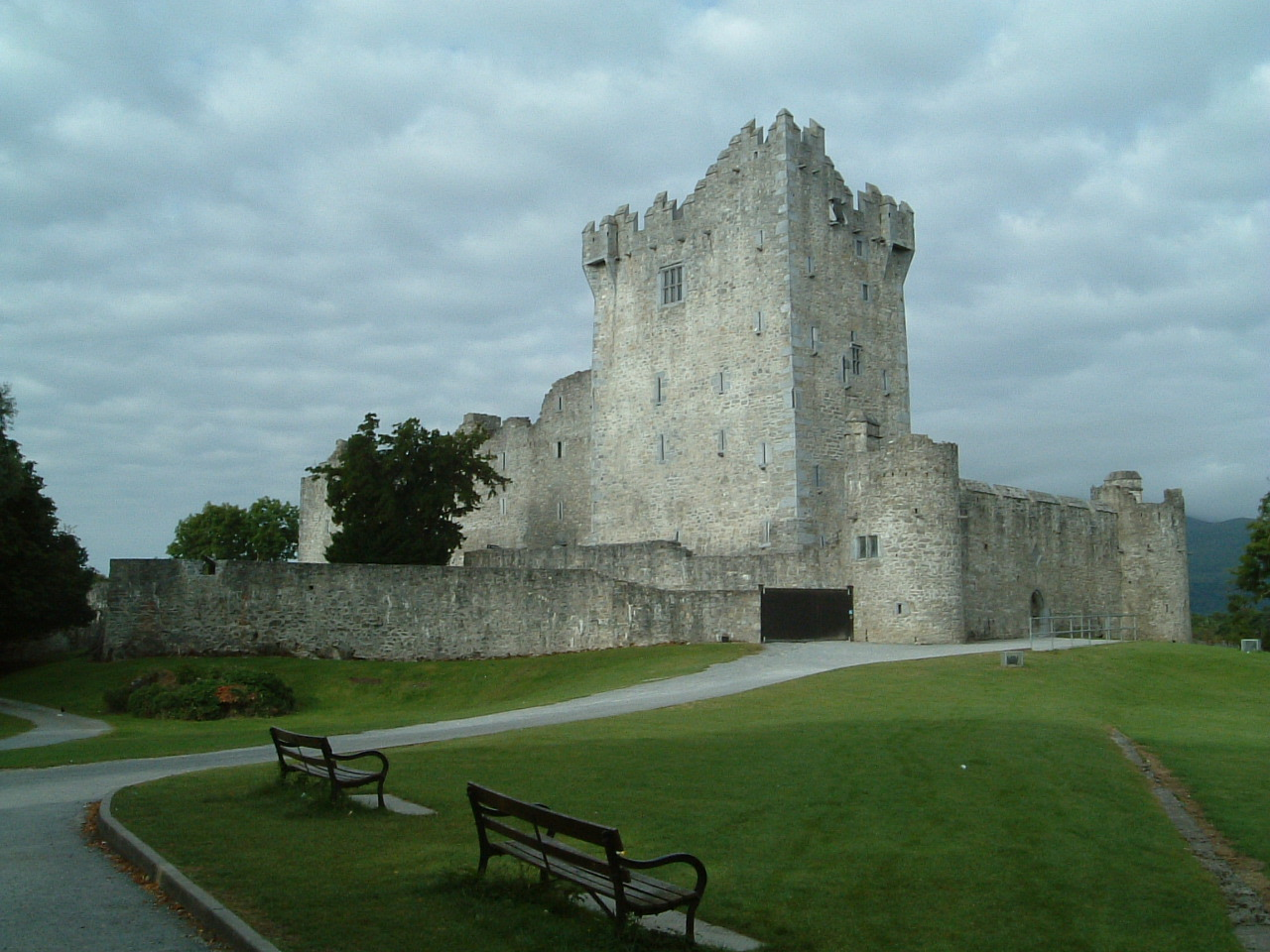
Castelo de Ross com seu riacho circundante

Um bawn é o muro defensivo que cerca uma casa da torre irlandesa. É a versão anglicizada da palavra irlandesa bábhún (às vezes escrita badhún ), possivelmente significando "reduto de gado" ou "recinto de gado". A palavra irlandesa para "vaca" é bó e seu plural é ba. A palavra irlandesa para "reduto, recinto" é dún, cujo caso genético é dhún '.
O objetivo original dos bawns era proteger o gado do ataque. Eles incluíam trincheiras que geralmente eram reforçadas com estacas ou sebes. Com o tempo, estes foram gradualmente substituídos por paredes. O nome então começou a ser usado para as paredes que eram construídas em torno das casas da torre.
Nomes ingleses e escoceses para a mesma coisa incluem "pele" (daí a torre da pele ) e " barmkin ".